# Damián Migueles
Damián Emmanuel Migueles (* 24. November 1983 in San Miguel) ist ein ehemaliger argentinischer Handballspieler.

## Karriere

### Verein
Der 1,92 m große rechte Rückraumspieler spielte in seiner Heimat für den Club Sociedad Alemana de Gimnasia de Los Polvorines, mit dem er 2004 den argentinischen Supercup gewann. Im Torneo Metropolitano wurde die Mannschaft 2007 und 2008 in der Clausura Zweite. Von 2009 bis 2011 lief er in Frankreich für Cesson Rennes Métropole HB in der ersten französischen Liga auf. Anschließend kehrte er zu seinem Stammverein zurück.

### Nationalmannschaft
Mit der argentinischen Nationalmannschaft gewann Migueles die Panamerikameisterschaft 2004, 2012 und 2014, die Panamerikanischen Spiele 2011 sowie die Südamerikaspiele 2006.
Außerdem nahm er an den Olympischen Spielen 2012 sowie den Weltmeisterschaften 2007, 2009 und 2011 teil.

### Erfolge
Panamerikameisterschaft:
- Gold 2004, 2012, 2014

Panamerikanische Spiele:
- Gold 2011
- Silber 2007, 2015

Südamerikaspiele:
- Gold 2006
- Silber 2014